# Margarita Bertheau
Margarita Bertheau Odio (San José, 13 de mayo de 1913—Escazú, 21 de noviembre de 1975) fue una pintora y promotora cultural costarricense. Realizó una extensa labor en pro del desarrollo artístico y cultural del país. Junto con Francisco Amighetti, fue una de las iniciadoras del arte muralista en Costa Rica. Además, realizó importantes contribuciones a las actividades musicales y el ballet nacional. Fue ganadora del Premio Nacional Aquileo J. Echeverría de Pintura en 1967.

## Biografía
Nació en San José el 13 de mayo de 1913, hija del empresario Alberto Bertheau y de Lía Odio. Su habilidad por el dibujo llevó a sus padres a que llevase clases particulares con el pintor y paisajista Fausto Pacheco. A los 11 años de edad viajó con su madre a La Habana, Cuba, donde se formó en la Academia de San Alejandro, siendo alumna de Alejandro Maribona y Romaniachi, posteriormente estudió en el taller de Rafael Lillo y Foraster.
De vuelta en Costa Rica en la década del 40, decide viajar a Bogotá, Colombia, para incrementar su experiencia artística. Allí laboró en el Departamento de Pintura de la Facultad de Arquitectura, por un lapso de un año. En esta ciudad trabajó en el Teatro Colón para el maestro de ballet Nicolai Yavorsky, y presentó el ballet El Cascanueces. También realizó escenografías para las presentaciones de ballet de las escuelas de danza del país durante la década de 1930. Para las representaciones de ballet diseñó trajes y sombreros.
De vuelta en Costa Rica en 1941, encontró un ambiente más receptivo para su arte y se relacionó con un grupo de artistas que compartían sus inquietudes, como Max Jiménez, Yolanda Oreamuno y Eunice Odio. Fue profesora de danza, escenografía y vestuario en la escuela de danza de Margarita Esquivel. Pasó a formar parte del personal docente de la Academia de Bellas Artes, dirigida en ese momento por Teodorico Quirós. También fue profesora de la Escuela de Artes Plásticas de la Facultad de Bellas Artes de la Universidad de Costa Rica, donde substituyó el modelo de yeso por el modelo desnudo al natural. Aunque al principio recibió gran oposición, su visión se terminó imponiendo, introduciendo un gran cambio en la producción del arte nacional.
Formó el ballet Pro-Arte, que perduró por siete años, hasta su cierre definitivo por las tensiones políticas que desembocaron en la Guerra Civil de Costa Rica (1948).
En 1946, junto a Francisco Amighetti, empezó a experimentar en la técnica del fresco. Colaboró con Francisco Amighetti en la elaboración del mural "La agricultura", de la Casa Presidencial de Costa Rica (hoy en el Museo de Arte Costarricense), así como en otras obras del pintor. Para 1952, su pintura se caracterizaba por el abstraccionismo, la utilización de elementos primarios y el geometrismo. Realizó tres murales para el Colegio Saint Francis: "Un ángel entrega a San Francisco un mensaje","San Francisco recibiendo los estigmas" y "San Francisco entrega un mensaje a los monjes". Además, pintó tres murales para la tienda La dama elegante: "Mujer que emerge de las aguas", "Motivo de ballet" y "Reinas de la noche", 1956; y uno para la Maternidad Carit: "Madre soltera" (destruido).
En la década de 1960, se estableció en Golfito, donde se dedicó a pintar acuarelas con temáticas marinas, cuyas atmósferas recuerdan una sensación de humedad en los elementos naturales. Regresa posteriormente a la región central del país y se establece en el cantón de Escazú, donde el paisaje le da oportunidad de explorar nuevas expresiones de la luz.
Hacia el final de sus días, una enfermedad de la columna le impidió continuar pintando. Murió en su casa en Escazú el 21 de noviembre de 1975.

## Obra
"Al pintar soy yo misma; me son indiferentes las escuelas pictóricas (...) frente a la grandeza de la naturaleza siento la libertad, la independencia y la intuición propios al sentimiento artístico sin cadenas o compromisos extra-estéticos que tienden a fortalecer lo impersonal y a destruir la aristocracia de la mente, base de toda actividad humana profunda y duradera"
Margarita Bertheau.

Margarita Bertheau realizó muchas e importantes obras de arte, impregnadas de gran belleza y colorido, con gran libertad en el trazo y un claroscuro de fuertes contrastes. Incursionó especialmente en el paisaje, pero también produjo retratos, desnudos y composiciones varias. Utilizó el tema de la clase de danza, el ballet y el cuerpo. El manejo de la luz como elemento expresivo resultó esencial. Mostró especial interés en la acuarela, pintando retratos de personas del arte nacional cercanas a ella, como las escritoras Eunice Odio y Yolanda Oreamuno, la bailarina Leticia Alfaro y la pintora Olga Espinach. En su momento, la amistad de Odio, Oreamuno y Bertheau provocó recelos sociales en una época en que se iniciaba la liberación sexual de la mujer.
Los paisajes en acuarela de Margarita Bertheau incluyen gran lirismo y momentos de íntima comunicación con la naturaleza. Su estilo terminó forjando una nueva escuela de acuarela en el país. Incluye variados temas como la montaña, el paisaje urbano y el marino. Pintó numerosos bodegones y composiciones con flores, así como numerosas obras abstractas, siendo una de las precursoras de este género en la pintura nacional. Aunque su técnica favorita fue la acuarela, realizó varios retratos al óleo, con un estilo pictórico suelto y espontáneo.

## Premios y reconocimientos
Obtuvo varios galardones:
- Segundo premio de pintura en los Juegos Florales Latinoamericanos.
- Premio Nacional Aquileo J. Echeverría de Pintura 1967.
- Primer premio en el Concurso de la Estampilla del Ministerio de Hacienda 1970.

## Exposiciones
Realizó gran número de exposiciones individuales y colectivas en Guatemala, Cartago, San José, Universidad de Costa Rica, Museo Nacional de Costa Rica, Galería Forma Color, Museo de Arte Costarricense, Museo del Jade y Club Unión, entre 1946 y 1989.
En 2017 el Museo de Arte Costarricense organiza la exposición "Margarita Bertheau: Inédita", la muestra más importante de la obra de esta reconocida artista. Con la curaduría de la directora Sofía Soto-Maffioli y la coordinación científica de Rafael Venegas, la muestra reunió más de 120 obras y documentos, algunas de sus acuarelas no se había expuesto desde los años 50 y otras era la primera vez que se mostraban al público. Esta exposición recibió excelentes críticas en el medio cultural, dándole un lugar merecido la figura de Bertheau en la historia del arte costarricense.